# Udea maderensis
Udea maderensis là một loài bướm đêm trong họ Crambidae.